# Krisztina körúti vásárcsarnok
A Krisztina körúti vásárcsarnok, hivatalos korabeli nevén Vérmezői Zárt Élelmiszervásár egy mára már elpusztult épület volt Budapest I. kerületében.

## Története
A Krisztina körúti vásárcsarnok a budapesti vásárcsarnoképítések második hullámában épült 1928-ban, a Krisztina körút 43. / Lovas út 6/a. magasságában. Tervezője Kosch Jenő és Krencsey Géza volt. Megnyitására 1930. június 12-én került sor.
Az art déco stílusban épült létesítményt nem sokáig használhatta a budapesti vásárlóközönség, mert a második világháború idején (1944 vége / 1945 eleje) súlyos sérüléseket szenvedett. 1945 után elbontották.
Helyén 1982-ig nem épült újabb létesítmény. Akkor viszont ezt választották a Buda Penta Hotel helyszínének.

## Más budapesti vásárcsarnokok ebből az időből
Kinézetében hasonló volt hozzá a ma már szintén nem álló Garay téri régi vásárcsarnok is. Ugyanebben az időben épült a Borjúvásárcsarnok, ennek viszont teljesen más a stílusa.